# Crisis- en herstelwet
De Crisis- en herstelwet was een Nederlandse wet, gericht op de versnelling van infrastructurele projecten. Hieronder vielen grote bouwprojecten en projecten op het gebied van duurzaamheid, energie en innovatie. Tevens beoogde de wet een economische impuls te geven aan de bouwsector ten tijde van de kredietcrisis. De wet is op 31 maart 2010 in werking getreden. Per 1 januari 2024 is de wet vervallen en de bepalingen overgenomen in de nieuwe Omgevingswet.
De Crisis- en herstelwet versnelde enerzijds de procedures voor deze grote projecten, maar handhaafde anderzijds de noodzakelijke waarborgen voor zorgvuldige besluitvorming. De wet bevatte een groot aantal wetswijzigingen, waarmee procedures werden ingekort, het aantal benodigde vergunningen werd teruggedrongen en meer duidelijkheid werd geschapen in bestuurlijke verantwoordelijkheden waarbij Europese en internationale regelgeving wel volledig van kracht bleef. Bij de introductie zijn in totaal 58 projecten aangewezen waarvoor de wet gold, maar op voordracht van de minister-president konden bij algemene maatregel van bestuur nieuwe projecten of categorieën worden toegevoegd. Voor de projecten golden tijdelijke maatregelen, onder andere voor beroepsprocedures en milieueffectrapportages. 
In december 2011 heeft de ministerraad ingestemd met een voorstel van minister Schultz van Haegen van Infrastructuur en Milieu de wet voor onbepaalde tijd te verlengen. In mei 2012 stuurde het (demissionaire) kabinet-Rutte I een voortgangsrapport en evaluatie over de Crisis- en herstelwet naar het parlement. Hierin werd gesteld dat de wet leidde tot vernieuwing en versnelling van ruimtelijke ontwikkelingsprocessen. Naast de 44 als experiment aangewezen projecten werd bij 12 projecten gebruikgemaakt van het projectuitvoeringsbesluit dat volgens de regering zorgde voor een aanzienlijke versnelling van projecten en een impuls gaf aan ruimtelijke vernieuwing. Hoewel de wet aanvankelijk als tijdelijke maatregel was beoogd, is zij permanent geworden op 25 april 2013.

## Projecten
Een selectie van projecten die onder deze wet vielen:
- A1/A6/A9 van Schiphol tot Almere: verbreding en ondertunneling.[3]
- A2 bij Maastricht: ondertunneling.[3]
- A4 Midden-Delfland: verbinding tussen Delft en Schiedam.[3]
- A74 bij Venlo: verbinding met Duitsland.[3]
- N61 in Zeeuws-Vlaanderen
- Traject Amsterdam-Almere: spoorverdubbeling.[3]
- Ongelijkvloerse kruising bij Amersfoort voor de spoorlijnen Amersfoort-Utrecht en Amersfoort-Amsterdam
- Renovatie van de brug bij Ewijk
- Renovatie westelijke boog van de Brienenoordbrug
- Lekkanaal: verbreding.[3]
- IJmond: insteekhaven.[3]
- CHV Noordkade in Veghel[4]
- Bebouwing Zuidplaspolder bij Gouda
- Ontwikkeling van de Spoorzone in 's-Hertogenbosch
- Stadshavens in Rotterdam
- Waalfront in Nijmegen
- Tapijnkazerne in Maastricht[5]
- Noordelijke IJ-oevers in Amsterdam
- Hart van Zuid in Hengelo
- Gasopslag Bergermeer
- Icedôme Almere
- Eemshaven
- Oosterhorn
- Herontwikkeling Vliegkamp Valkenburg
- Marker Wadden
- Uitbreiding Lelystad Airport